# 休欽斯克

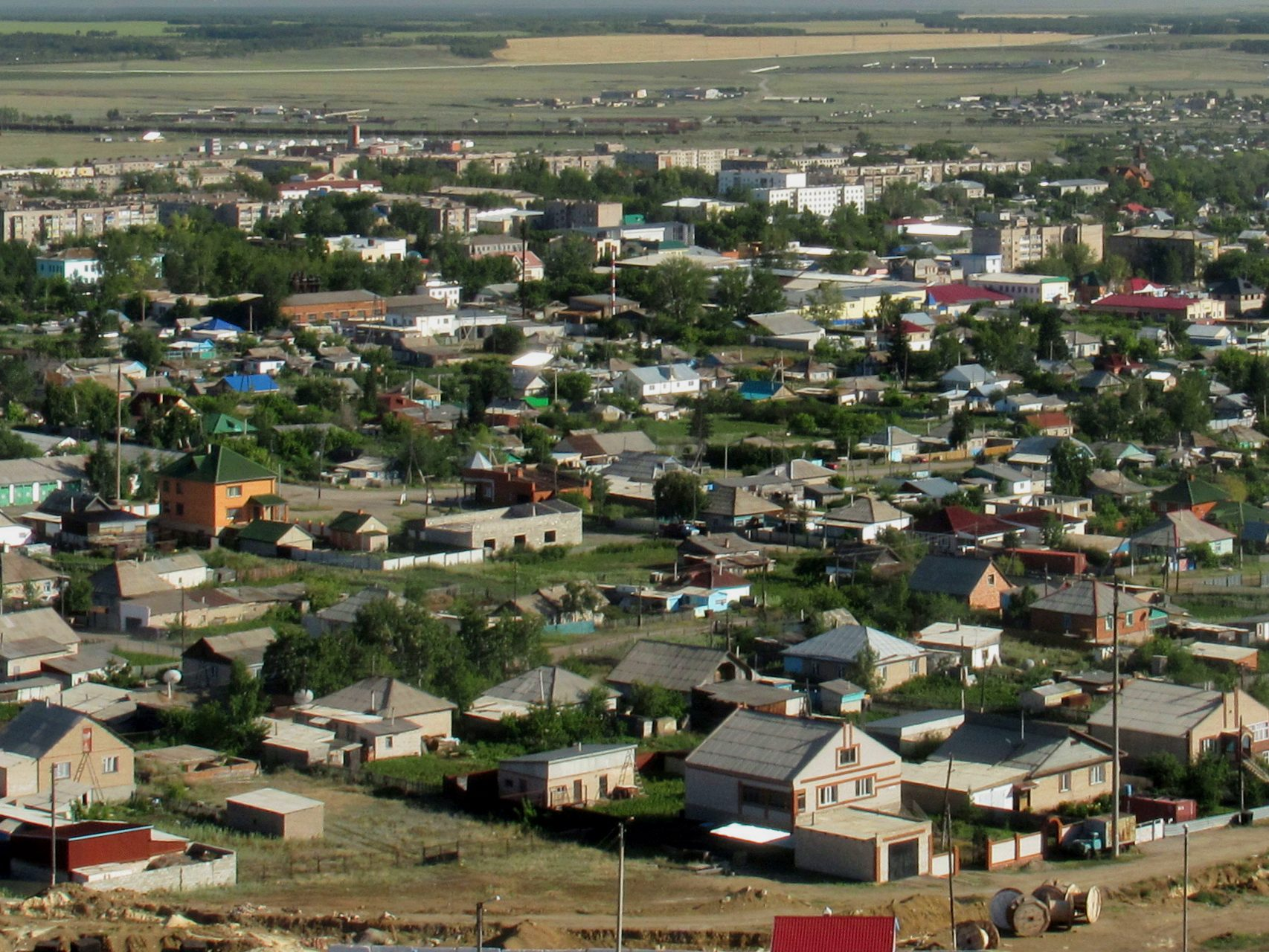
休欽斯克

休欽斯克是哈薩克的城鎮，由阿克莫拉州負責管轄，位於該國北部，距離首府科克舍套75公里，海拔高度395米，主要經濟活動有農業和工業，2011年人口44,566。